# El Venque
El Venque és una masia del municipi de Biosca (Solsonès) que forma part de l'Inventari del Patrimoni Arquitectònic de Catalunya.

## Situació
És una de les masies del veïnat dispers de Lloberola, al nord del terme municipal. Es troba en uns replans que s'estenen al marge dret de la riera de Lloberola, al peu de la carretera asfaltada de Lloberola a Sant Climenç. És a 2,8 km de Lloberola.

## Descripció
És un edifici amb funció d'habitatge, amb edificis annexos. A la façana principal (nord), a la planta baixa hi ha entrada amb llinda de pedra i porta de fusta de doble batent. A la llinda hi ha la data de 1755. Més a la dreta, hi ha dues petites obertures. A la planta següent, hi ha dues finestres amb ampit a cada lateral i un balcó central que encara està per acabar. A la darrera planta, hi ha dues obertures.
A la façana est, hi ha una finestra a la segona planta. A la façana sud, a la part dreta. Hi ha una entrada que dona a una terrassa en construcció, a la seva esquerra, hi ha tres finestres. A la façana oest, hi ha una finestra que dona al segon pis. La coberta és de dos vessants (nord-sud), acabada en teules.
Adjunt a la façana oest de la casa, hi ha un paller, amb entrades a la façana sud, i obertures tant a l'oest com al nord. Davant de la façana principal de la casa, hi ha dos edificis, el de més a l'oest, de dimensions més gran, on guarden palla, i el de més a l'est amb funcions diverses. A uns 20 metres a l'est de la casa, hi ha un altre edifici on també guarden la palla.